# Francia Zsuzsanna
Francia Zsuzsanna (Susan Francia) (Szeged, 1982. november 8. –) magyar származású olimpiai bajnok amerikai evezős. A pennsylvaniai Abington Townshipben nőtt fel, a helyi iskola elvégzése után a Pennsylvaniai Egyetemen tanult, ott 2004-ben végzett, kriminológiát és szociológiát tanult. Jelenleg Princetonban él, New Jersey-ben. Tökéletesen beszél magyarul. Édesanyja a Nobel-díjas biokémikus, Karikó Katalin, édesapja Francia Béla.

## Pályafutása
Zsuzsanna 2001-ben kezdett el evezni a Pennsylvania Egyetemen. Többször segítette már hozzá az Amerikai Egyesült Államokat érmekhez. 2006-ban megnyerte a Remenham Kupát.
Nemzetközi sikerei mellett több hazai sikere is volt. 2008-ban a nemzeti válogatón a második helyen végzett, és 2004-ben a Charles Regattán is második helyen ért célba. Nyolcasban nyert 2005-ben, 2006-ban és 2007-ben.
A 2008-as pekingi, illetve a 2012-es londoni olimpián tagja volt az aranyérmet szerzett amerikai nyolcasnak.

### Edzőként
A 2017–18-as és a 2018–19-es szezonokban a San Diego Tritons női evezőscsapat segédedzője volt. Ugyanakkor a San Diego Rowing Club egyetemi női ifjúsági csapat vezető edzője volt.

## Családja
Férje Ryan Amos. Gyermekük Alexander Bear Amos (2021).

## Fordítás
- Ez a szócikk részben vagy egészben  a   Susan Francia című angol Wikipédia-szócikk ezen változatának fordításán alapul.  Az eredeti cikk szerkesztőit annak laptörténete sorolja fel. Ez a jelzés csupán a megfogalmazás eredetét és a szerzői jogokat jelzi, nem szolgál a cikkben szereplő információk forrásmegjelöléseként.